# Grigeo Grigiškės

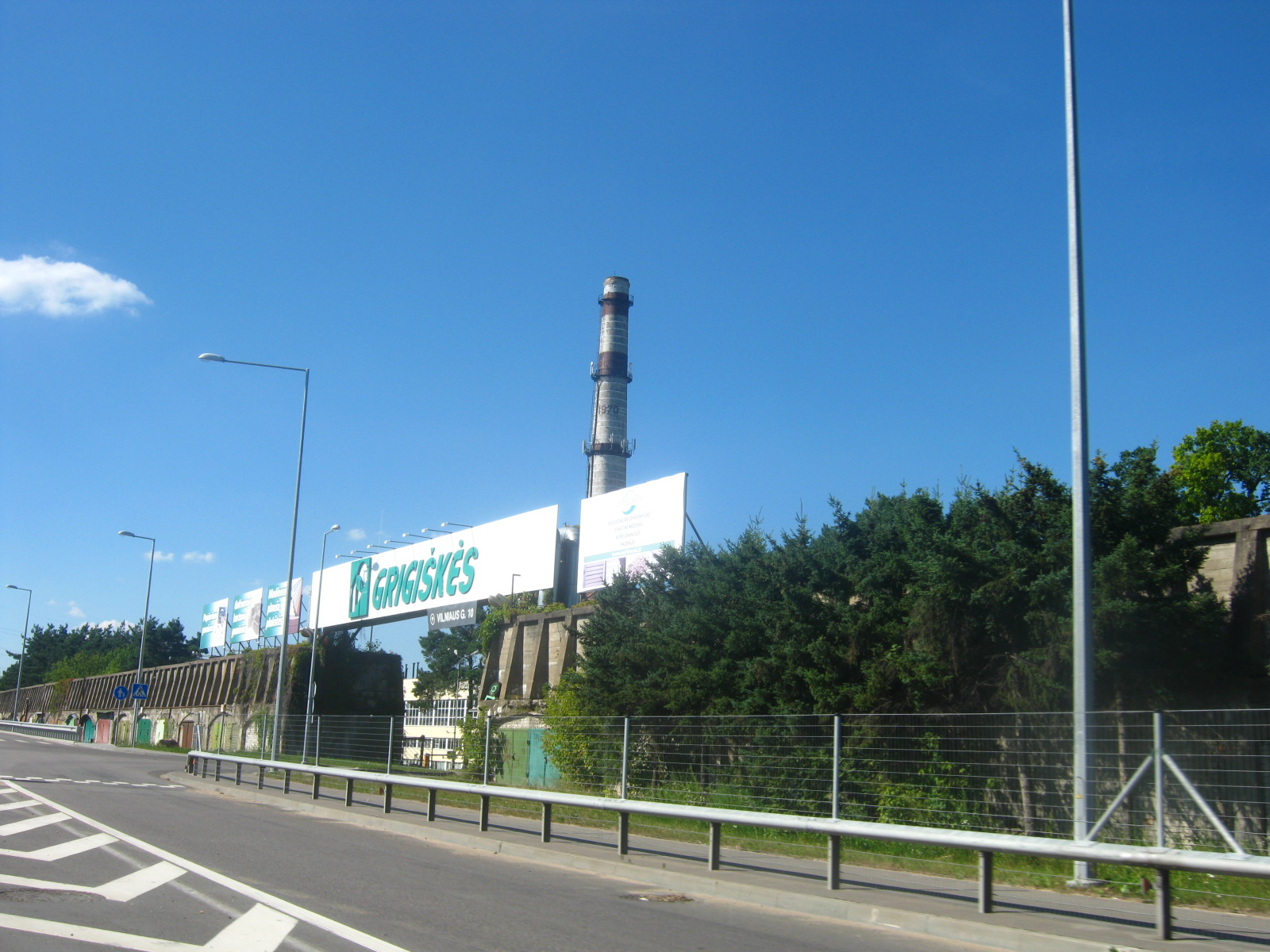
Papierfabrik der AB Grigeo Grigiškės

AB Grigeo Grigiškės ist ein Papier-Hersteller in der litauischen Stadt Grigiškės der  Stadtgemeinde Vilnius. Es ist an der Börse Vilnius notiert.

## Geschichte
Die Geschichte der Fabrik begann 1823. Später wurde die Papiermanufaktur Kučkuriškės angeschlossen. 1834 errichtete der Vilniusser Bürgermeister Juozapas Opicas eine Papier-Werkstatt am Ufer der Riešė in Popierinė. 1855 war Verkių popieriaus fabrikas die modernste Firma in Litauen und der größte Papierherstellungsbetrieb im westlichen Russland. Die Papierfabrik Naujieji Verkiai wurde danach zu AB „Grigiškės“ angeschlossen. Der Mechaniker, Hydrotechniker und Unternehmer Grigas Kurecas begann im Jahre 1923 mit dem Bau der Papierfabrik Grigiškės am Zusammenfluss der Neris und Vokė.   1925 wurde die Fabrik gebaut. Sie hatte 300 Mitarbeiter.
1944 wurde die Fabrik im Zweiten Weltkrieg zerstört, 1945 neu gegründet  und nationalisiert. Sie gehörte als Kombinat (Grigiškių popieriaus kombinatas) der Unionsrepublik Sowjetlitauen. 1976 gab es 2.250 Mitarbeiter. Danach wurde das Kombinat zu Staatsunternehmen (Valstybinė įmonė) „Grigiškės“. Der Staatsbetrieb wurde privatisiert und ab dem 23. Mai 1991 firmierte die Gesellschaft als die Akcinė bendrovė Grigiškės. 2000 gab es 1.038 Mitarbeiter.

## Unternehmensgruppe
- AB „Grigeo Grigiškės“
- UAB „Baltwood“
- AB „Klaipėdos kartonas“
- PAT „Mena Pak“
- UAB „Klaipėda recycling“